# Sherman Poppen
 (janvier 2020).
Sherman Robert Poppen, né à Muskegon dans le Michigan le 25 mars 1930 et mort à Griffin (Géorgie) le 31 juillet 2019, est l'inventeur du surf des neiges, ou également connu sous le nom de « snurfer ».

## Biographie
Lors du Noël 1965, Poppen bricole dans son garage à Muskegon dans le Michigan. Il prend une paire de skis pour enfants et les attache ensemble pour former une seule grande planche. Tout le village commence à se passionner pour son invention. Poppen améliore le design et commence à commercialiser les planches dans les magasins locaux. En 1966, il brevète son invention sous le nom de « surf-type snow ski ». Sa femme a suggéré de l'appeler « snurfer ». Travaillant avec Brunswick Corporation, Poppen a réalisé un chiffre d'affaires de plus d'un million de dollars.
L'origine du snowboard n'est pas tout à fait claire. Cependant, le snurfer de Poppen joue un grand rôle. Jake Burton Carpenter, qui était un avide amateur de snurfer, développe l'invention de Poppen et crée le snowboard. Sherman Poppen est reconnu comme le véritable père fondateur de celui-ci. Poppen a d'ailleurs commencé à faire du snowboard à l'âge de 67 ans.